# フェルナンド・サラス
ノエル・フェルナンド・サラス（Noel Fernando Salas, 1985年5月30日 - ）は、メキシコ合衆国ソノラ州ワタバンポ出身のプロ野球選手（投手）。右投右打。メキシカンリーグのタバスコ・キャトルメン所属。

## 経歴

### メキシカンリーグ時代
2005年にメキシカンリーグのサルティーヨ・サラペメーカーズに入団した。
2006年にはリリーフで8勝2敗、防御率3.02を記録し、オールスターにも選出される。

### カージナルス時代
2007年4月5日にセントルイス・カージナルスと契約。同年は傘下のA+級パームビーチ・カージナルスで16試合に登板したが、防御率は5.26だった。
2008年はAA級スプリングフィールド・カージナルスで60試合に登板し、74イニングで100個の三振を奪った。
2009年はAAA級メンフィス・レッドバーズに昇格した。
2010年5月28日のシカゴ・カブス戦でメジャーデビュー。
2011年は不振のライアン・フランクリンに代わって4月末から臨時のクローザーを務め、24セーブを記録した。ただし、防御率2.28に対して投球内容を基にした疑似防御率xFIPは3.62であり、トニー・ラルーサ監督の完全な信頼を勝ち取ることは出来ず、9月以降はジェイソン・モットと配置転換された。
2012年は腎結石の影響で開幕から乱調で、5月下旬には防御率が6点台に達しマイナーへ降格した。
2013年開幕前の3月に開催された第3回ワールド・ベースボール・クラシック(WBC)のメキシコ代表に選出された。

### エンゼルス時代
2013年11月22日にピーター・ボージャス、ランドル・グリチャックとのトレードで、デビッド・フリースと共にロサンゼルス・エンゼルス・オブ・アナハイムへ移籍した。
2014年は登板過多の影響で、6月に故障者リスト入りした。しかし、この離脱が良い休養となり、8月には13試合連続無失点を記録するなど、調子を上げた。最終的には57試合に登板し、3年ぶりの4.00未満となる防御率3.38・5勝0敗・自己ベスト（当時）の奪三振率9.4という好成績をマークした。
2015年はチーム最多の72試合に登板。防御率は4.24まで悪化したが、2年連続で5勝を挙げ、63.2イニングで74奪三振、自身初の10以上となる奪三振率10.5を記録した。

### メッツ時代
2016年8月31日にエリック・マノアとのトレードで、ニューヨーク・メッツへ移籍した。オフの11月3日にFAとなったが、2017年2月15日に1年契約で再契約した。また、2月8日には第4回WBCのメキシコ代表に選出され、2大会連続2度目の選出を果たした。自身の誕生日である5月30日のミルウォーキー・ブルワーズ戦でキャリア初安打を記録した。8月11日にDFAとなり、15日に自由契約となった。

### エンゼルス復帰
2017年8月19日にエンゼルスとマイナー契約を結び、傘下のAAA級ソルトレイク・ビーズへ配属された。8月31日にメジャー契約を結んでアクティブ・ロースター入りした。オフの11月2日にFAとなった。

### ダイヤモンドバックス時代
2018年1月22日にアリゾナ・ダイヤモンドバックスとマイナー契約を結び、スプリングトレーニングに招待選手として参加することになった。3月24日にメジャー契約を結んで40人枠入りした。開幕から41試合に登板していたが、7月6日にDFA、9日に自由契約となった。

### ダイヤモンドバックス退団後
2018年7月16日にアトランタ・ブレーブスとマイナー契約を結び、傘下のAAA級グウィネット・ストライパーズへ配属された。
2019年はメキシカンリーグのモンクローバ・スティーラーズと契約した。6月8日に自由契約となった。6月13日にフィラデルフィア・フィリーズとマイナー契約を結び、傘下のAAA級リーハイバレー・アイアンピッグスへ配属された。6月24日にメジャー契約を結んでアクティブ・ロースター入りした。6月28日にDFAとなり、30日にマイナー契約でAAA級リーハイバレーへ配属された。7月18日にメジャー契約を結んでアクティブ・ロースター入りした。7月21日に再びDFAとなり、23日にマイナー契約でAAA級リーハイバレーへ配属された。
2021年3月30日にメキシカンリーグのタバスコ・キャトルメンと契約。

## 投球スタイル
オーバースローから、最速94.7mph（約152km/h）・平均91mph（約146km/h）のフォーシームを中心に、決め球である平均86mph（約138km/h）のチェンジアップ、平均83mph（約134km/h）の縦のスライダーを操る。

## 詳細情報

### 年度別投手成績
| 年 度    | 球 団    | 登 板 | 先 発 | 完 投 | 完 封 | 無 四 球 | 勝 利 | 敗 戦 | セ 丨 ブ | ホ 丨 ル ド | 勝 率 | 打 者 | 投 球 回 | 被 安 打 | 被 本 塁 打 | 与 四 球 | 敬 遠 | 与 死 球 | 奪 三 振 | 暴 投 | ボ 丨 ク | 失 点 | 自 責 点 | 防 御 率 | W H I P |
| -------- | -------- | ----- | ----- | ----- | ----- | -------- | ----- | ----- | -------- | ----------- | ----- | ----- | -------- | -------- | ----------- | -------- | ----- | -------- | -------- | ----- | -------- | ----- | -------- | -------- | ------- |
| 2010     | STL      | 27    | 0     | 0     | 0     | 0        | 0     | 0     | 0        | 1           | ----  | 133   | 30.2     | 28       | 4           | 15       | 2     | 0        | 29       | 2     | 0        | 13    | 12       | 3.52     | 1.40    |
| 2011     | STL      | 68    | 0     | 0     | 0     | 0        | 5     | 6     | 24       | 6           | .455  | 295   | 75.0     | 50       | 7           | 21       | 3     | 2        | 75       | 2     | 0        | 20    | 19       | 2.28     | 0.95    |
| 2012     | STL      | 65    | 0     | 0     | 0     | 0        | 1     | 4     | 0        | 7           | .200  | 256   | 58.2     | 56       | 5           | 27       | 5     | 1        | 60       | 4     | 0        | 28    | 28       | 4.30     | 1.41    |
| 2013     | STL      | 27    | 0     | 0     | 0     | 0        | 0     | 3     | 0        | 2           | .000  | 118   | 28.0     | 27       | 3           | 6        | 1     | 1        | 22       | 2     | 0        | 15    | 14       | 4.50     | 1.18    |
| 2014     | LAA      | 57    | 0     | 0     | 0     | 0        | 5     | 0     | 0        | 9           | 1.000 | 239   | 58.2     | 50       | 5           | 14       | 4     | 1        | 61       | 1     | 1        | 13    | 12       | 3.38     | 1.09    |
| 2015     | LAA      | 72    | 0     | 0     | 0     | 0        | 5     | 2     | 0        | 18          | .714  | 269   | 63.2     | 61       | 8           | 12       | 5     | 3        | 74       | 3     | 0        | 34    | 30       | 4.24     | 1.15    |
| 2016     | LAA      | 58    | 0     | 0     | 0     | 0        | 3     | 6     | 3        | 13          | .333  | 231   | 56.1     | 52       | 9           | 19       | 1     | 0        | 45       | 0     | 0        | 28    | 28       | 4.47     | 1.26    |
| 2016     | NYM      | 17    | 0     | 0     | 0     | 0        | 0     | 1     | 0        | 7           | .000  | 62    | 17.1     | 11       | 3           | 0        | 0     | 0        | 19       | 1     | 0        | 4     | 4        | 2.08     | 0.64    |
| '16計    | NYM      | 75    | 0     | 0     | 0     | 0        | 3     | 7     | 6        | 20          | .300  | 293   | 73.2     | 63       | 12          | 19       | 1     | 0        | 64       | 1     | 0        | 32    | 32       | 3.91     | 1.11    |
| 2017     | NYM      | 48    | 0     | 0     | 0     | 0        | 1     | 2     | 0        | 11          | .333  | 214   | 45.0     | 67       | 7           | 22       | 6     | 0        | 47       | 4     | 0        | 35    | 30       | 6.00     | 1.78    |
| 2017     | LAA      | 13    | 0     | 0     | 0     | 0        | 0     | 1     | 0        | 1           | .000  | 49    | 13.2     | 7        | 0           | 2        | 0     | 0        | 9        | 0     | 0        | 4     | 4        | 2.63     | 0.66    |
| '17計    | LAA      | 61    | 0     | 0     | 0     | 0        | 2     | 2     | 0        | 12          | .500  | 263   | 58.2     | 67       | 7           | 22       | 6     | 0        | 56       | 4     | 0        | 39    | 34       | 5.22     | 1.52    |
| 2018     | ARI      | 41    | 0     | 0     | 0     | 0        | 4     | 4     | 0        | 3           | .500  | 170   | 40.0     | 40       | 5           | 13       | 4     | 1        | 30       | 2     | 0        | 20    | 20       | 4.50     | 1.33    |
| 2019     | PHI      | 3     | 0     | 0     | 0     | 0        | 0     | 0     | 0        | 0           | .---  | 15    | 2.2      | 8        | 1           | 0        | 0     | 0        | 3        | 0     | 0        | 2     | 2        | 6.75     | 3.00    |
| MLB：9年 | MLB：9年 | 496   | 0     | 0     | 0     | 0        | 25    | 28    | 30       | 78          | .472  | 2051  | 489.2    | 450      | 57          | 149      | 31    | 9        | 474      | 21    | 1        | 225   | 213      | 3.91     | 1.22    |

- 2019年度シーズン終了時

### 背番号
- 59（2010年 - 2017年）
- 57（2018年）
- 31（2019年）

### 代表歴
- 2013 ワールド・ベースボール・クラシック・メキシコ代表
- 2017 ワールド・ベースボール・クラシック・メキシコ代表
- 2020年東京オリンピックの野球競技・メキシコ代表